# 화랑유원지
화랑유원지는 경기도 안산시 단원구 초지동에 위치한 유원지이다. 총 면적 632,107㎡의 유원지 내에는 화랑저수지, 경기도 미술관, 화랑오토캠핑장, 갈대습지 등이 있다. 또한 인라인스케이트장, 족구장, 농구장, 게이트볼장 등 다양한 체육시설이 마련되어 있다. 화랑저수지에는 갈대, 부레옥잠, 연꽃, 붕어, 잉어, 가물치등이 서식하고 있어 다양한 수생 생물 관찰이 가능하며, 봄에는 벚꽃이 만개하여 벚꽃 명소로도 각광 받고 있다.  자연경관이 아름답고 다양한 시설이 갖춰져 있어 많은 사람들에게 사랑받는 휴식 공간이다. 화랑저수지에 있는 단원각에서는 매년 새해맞이 타종 행사가 열린다. 산책, 운동 등을 즐기기에 좋은 장소이며, 계절마다 다양한 이벤트와 축제가 열리기도 합니다. 근처에는 자전거 도로와 산책로가 잘 조성되어 있어 여유롭게 시간을 보낼 수 있다.  